# Mesocoelopus niger
| Abbildungen zur Anatomie des Käfers |                       |                       |
|                                     |                       |                       |
| Abb. 1: Unterseite                  | Abb. 2: Vorderansicht | Abb. 2: Vorderansicht |
|                                     |                       |                       |
| Abb. 3: Vorderansicht               | Abb. 4: Seitenansicht | Abb. 4: Seitenansicht |
|                                     |                       |                       |
| Abb. 5: Kopf mit Mandibeln          |                       |                       |
|                                     | Fühler                | Praetarsus            |
| Abb. 6: von vorn oben               | Abb. 7                | Abb. 8                |

| Bilder zum Kugelvermögen                | |
|                                         | |
| Abb. 9: Käfer von oben, Seite und unten | Abb. 10: Die Körperteile einer Seite, die vollständig eingezogen werden,sind grün getönt (Fühler, Taster, Vorderbeine) |

Mesocoelopus niger ist ein Käfer aus der Familie der Nagekäfer.
Die Gattung Mesocoelopus ist in Europa mit sechs Arten vertreten. In Mitteleuropa ist Mesocoelopus niger der einzige Repräsentant der hauptsächlich in Afrika vertretenen Gattung. Entsprechend seinem Vorkommen auf Efeu (Hedera) wählte Laporte de Castelnau 1840 für seine Beschreibung der Art den Namen Dorcatoma hederae, und Dufour beschrieb 1843 die Art unter dem Namen Xyletinus hederae. Die bei den Nagekäfern verbreitete Fähigkeit, sich kugelartig zusammen zu rollen, ist bei Mesocoelopus niger besonders stark ausgebildet.
In der Roten Liste gefährdeter Tiere, Pflanzen und Pilze Deutschlands und in der Roten Liste von Bayern ist die Art unter der Kategorie 3 (gefährdet) geführt. In Schleswig-Holstein ist die Art als extrem selten (Kategorie R) eingestuft.

## Bemerkungen zum Namen
Die Erstbeschreibung erfolgte 1821 durch den deutschen Theologen und Insektenkundler Philipp Wilbrand Jacob Müller, der in der Literatur häufig mit P.W.J. Muller abgekürzt wird. Er beschrieb den Käfer unter dem Namen Ptilinus niger. Die lateinische Kurzbeschreibung beginnt er mit niger, .. (lat. schwarz,..), wodurch sich der Artname niger durch die schwarze Farbe des Käfers erklärt. In der entsprechenden Veröffentlichung folgt unmittelbar nach der Beschreibung von Ptilinus niger die Beschreibung eines weiteren Nagekäfers unter dem Namen Ptilinus hederae (heute Ochina ptinoides). Dies ist verwirrend, da verschiedene Entomologen das Artepitheton hederae für Mesocoelopus niger benutzten. Die Gattung Mesocoelopus wurde 1860 von Jaquelin du Val als Abspaltung von der Gattung Xyletinus aufgestellt und Mesocoelopus niger als Typus festgelegt. Der Name Mesocōēlopus ist von den drei altgriechischen Wörtern μέσος (mésos für Mitte), κοίλος (kōīlos für Bauch) und πούς (pōūs für Fuß) abgeleitet. Der Name spielt darauf an, dass die Unterseite des Käfers Höhlungen zur Aufnahme der Beine aufweist.

## Beschreibung des Käfers
Der Körper ist in Aufsicht kurz oval und erscheint auf den ersten Blick gleichmäßig gewölbt. Er ist schwarzbraun bis schwarz. Lippen- und Kiefertaster, Tarsen, teilweise die Schienen und die Fühler außer dem Basalglied sind gelblich. Die Oberseite ist sehr fein, wenig tief und dicht punktiert. Die Punktierung wird leicht übersehen, weil der Käfer eine zarte, kurze, silbergraue Behaarung besitzt, die seitlich intensiver wird (Abb. 6). Die sehr variable Körperlänge liegt zwischen 1,8 und 4,2 Millimeter, in älterer Literatur wird 1,8 bis 2,1 Millimeter angegeben.
Der wenig gewölbte Kopf ist groß, auf die Brust gesenkt und bis zu den Augen in die Vorderbrust zurückgezogen.
Der vorn gerandete Kopfschild ist durch eine undeutliche Quernaht von der Stirn getrennt. Vorn ist er breit konkav(Abb. 5).
Die dunklen rundovalen Augen sind flach und weit voneinander getrennt. Auf der Innenseite weisen sie eine sehr schwache Einbuchtung auf (Abb. 3). Daneben sind die elfgliedrigen Fühler (Abb. 7) eingelenkt. Sie sind schlank und länger als der Brustschild. Das Basalglied ist unregelmäßig länglich knollenförmig, das zweite Glied konisch. Die folgenden acht Glieder sind etwas gedrängt stehend, ab dem vierten Glied etwa gleich gebaut und auf der Innenseite zu einem Dreieck ausgezogen, sodass die Fühler ab dem vierten Glied gleichmäßig gezähnt erscheinen. Das Endglied ist oval bis elliptisch. Die Oberkiefer sind an der Spitze gespalten bis zweizähnig. Das letzte Glied der Kiefertaster ist länger als das vorhergehende, länglich und nach innen abgestutzt, aber nicht beilförmig. Das Endglied des Lippentasters ist außergewöhnlich groß und breit und wenig schräg nach innen abgestutzt (Abb. 3, 5 und 10).
Der ungewöhnliche modellierte Halsschild (Abb. 2 und 6) ist von oben betrachtet wenig breiter als lang. Der Vorderrand ist gerade abgeschnitten und schmiegt sich wie eine Haube seitlich herabgezogen an den Kopf an. Der Hinterrand erscheint von oben betrachtet rechts und links der Mitte nach vorn eingebuchtet, von vorn betrachtet ist die Mitte der Seite des Hinterrands zu einer stumpfen Ecke ausgezogen, sodass sich grob ein Fünfeck ergibt. Von hinten betrachtet ist der Halsschild seitlich des Schildchens leicht buckelartig erhöht. Entlang der Mittellinie ist der Halsschild etwas kapuzenartig erhöht, seitlich davon abschüssig und seicht eingedrückt. An den Seitenrändern ist er besonders vorn überlappend erweitert, wobei sein Vorder- und Seitenrand etwas vorgezogen spitzwinklig zusammenlaufen. Dadurch entsteht unter jeder Seite eine Höhlung zur Aufnahme der Fühler und Taster sowie der Vorderbeine, wenn sich das Tier zusammen kugelt (Abb. 10).
Das Schildchen ist groß und halbkreisförmig.
Die Flügeldecken sind etwa zwei ein halb mal so lang wie der Halsschild und ohne jede Spur einer Streifung. An der Basis sind sie so breit wie der Halsschild, schließen sich dicht an die Basis des Halsschilds an und sind entsprechend modelliert. Nach hinten gehen sie im Querschnitt in eine einfache Wölbung über.
Mittel- und Hinterbrust sind ungekielt (Abb. 1). Die Beine sind zierlich, erlauben aber dennoch eine flinke Fortbewegung. Die Tarsen sind fünfgliedrig, das erste Glied lang, das zweite bis vierte Glied breiter als lang (Abb. 8). Das letzte Tarsenglied trägt zwei schwache einfache Krallen. Wenn sich das Tier zusammenrollt, schließt der Halsschild direkt an die Schenkel des mittleren Beinpaars an. Das hintere Beinpaar ist bei diesem Zustand ebenso wie das mittlere weitgehend in den Hinterleib versenkt (Abb. 9 unten).

## Larve
|         |         |         |
| Abb. 11 | Abb. 12 | Abb. 13 |

|         |         |         |         |
| Abb. 14 | Abb. 15 | Abb. 16 | Abb. 17 |

Die Larve (Abb. 11) wird vier bis fünf Millimeter lang. Sie ist weißlich, weich, gekrümmt und schütter behaart.
Der Kopf ist zur Hälfte im ersten Brustsegment eingesenkt (in Abb. 12 gestrichelt). Er ist blass und schwach chitinisiert, seitlich abgerundet, am Vorderrand abgestutzt und dort dunkel (in Abb. 12 dunkelgrau) und trägt viele kleine Unebenheiten mit mikroskopisch kleinen Borsten. Fühler und Augen fehlen völlig. Das halbkreisförmige Labrum (Abb. 12 hellblau) ist behaart. Das Epistom (in Abb. 12 zwischen dem dunkelgrauen und dem hellblauen Bereich liegend) ist kurz, breit und gerade. Die Mandibeln (Abb. 13 und 12 hellrot) sind braun, spitz, mit einfacher Schneide. Die darunter liegenden Maxillen (Abb. 14) sind länglich und am inneren Lappen mit spatelförmigen Schuppenhaaren gesäumt (Abb. 14 gelb). Dem äußeren Lappen der Maxille sitzen die dreigliedrigen Maxillarpalpen auf, (Abb. 14 grün), deren letztes Glied ist schlank und zylindrisch. Die Unterlippe (Abb. 15) ist kurz, abgestutzt und breit schwach ausgerandet. Die Lippentaster sind zweigliedrig, das schlanke Endglied ist zugespitzt.
Der Körper besteht aus zwölf deutlich gegeneinander abgegrenzten Segmenten, die mikroskopisch fein behaart sind. Die Brustsegmente sind etwas größer und höher, das letzte Segment ist relativ groß und endet abgerundet ohne Anhänge. In jedem Segment ist die Ober- und die Unterseite durch einen rundlichen, kontraktilen Schwulst abgetrennt, der beim Kontrahieren auch verschwinden kann (in Abb. 11 als kleine weiße Kreise erkennbar).
Die sechs Beine (Abb. 16) sind viergliedrig und tragen einzelne lange Haare. Das Endglied ist verkümmert und eiförmig und trägt dorsal eine einfache lange Kralle, die nur wenig chitinisiert ist.

## Puppe
Die Puppe (Abb. 17) wird 2 bis 3 Millimeter lang. Sie ist eiförmig, unbehaart, weißlich und glatt, die Extremitätenscheiden liegen dem Körper sehr eng an. Der rundliche Kopf ist völlig auf die Brust gesenkt und in Aufsicht nicht sichtbar. Die Fühler liegen seitlich. Es sind nur die vier vorderen Beine sichtbar, die Hinterbeine sind unter den zurückgeschlagenen Flügeldecken versteckt. Die Flügel überragen die Enden der Flügeldecken. Der Hinterleib endet mit einem paarigen zweigliedrigen Anhang, der später verkümmert.

## Biologie
|                             |
| Abb. 18: Bilder zum Schlupf |

Die Imagines findet man von Mai bis Juli an den Efeu. Der Käfer bewegt sich überraschend flink. Wenn er verharrt, bewegen sich die Fühler häufig vibrierend. Wenn er gestört wird, zieht er die Extremitäten an den Körper und kugelt zu Boden. Die Eier werden in dünne trockene Äste abgelegt. Bei einem Zuchtversuch mit Aststücken des Efeu mit einem Durchmesser zwischen einem und 6,5 Zentimeter wurde der Käfer nur aus Zweigen mit einem maximalen Durchmesser von drei Zentimeter gezogen. Die Larven fressen im Holz eine eiförmige bis längliche Höhlung aus, die nie das Mark der Zweige erreicht. In diesen liegt die Larve gekrümmt und ernährt sich vom Holz. Wenn sich die Larve Ende Mai zur Verpuppung anschickt, wird die Höhlung an einem Ende in Richtung auf die Rinde erweitert. Die Larve verliert ihre Krümmung und verkürzt sich, dann erfolgt die Verpuppung. Die Imago schlüpft bereits im Juni. Nach einigen Tagen nagt sie ein kreisrundes Loch ins Freie (Abb. 18).

## Verbreitung
In Mitteleuropa kommt der Käfer nicht alpin vor, in der Norddeutschen Tiefebene ist er selten. Im Westen findet man ihn wohl überall, aber nicht häufig, nach Osten wird er seltener. Europaweit ist die Art aus südlichen und zentralen Teilen Europas, auch aus Belgien und Polen bekannt. Außerdem kommt sie im Nahen Osten und Teilen Russlands vor. Sein Vorkommen in Nordafrika (Algerien und Marokko) ist unsicher Laut Fauna Europaea kommt der Käfer auch in Nordamerika vor, nach anderer Quelle ist dorthin jedoch von der Gattung nur die Art Mesocoelopus collaris eingeschleppt worden.